# Springstille
Springstille é uma localidade e antigo município da Alemanha localizado no distrito de Schmalkalden-Meiningen, estado da Turíngia.
Pertence ao Verwaltungsgemeinschaft de Haselgrund. Desde julho de 2018, forma parte da cidade de Esmalcalda.